# Trigonon
Trigonon är ett släkte av insekter. Trigonon ingår i familjen rundbladloppor.
Kladogram enligt Catalogue of Life:
| Trigonon | \| \| Trigonon longicornis \| \| \| \| \| \| Trigonon pacificum \| \| \| \| |
|          | \| \| Trigonon longicornis \| \| \| \| \| \| Trigonon pacificum \| \| \| \| |
|          | Trigonon longicornis                                                        |
|          |                                                                             |
|          | Trigonon pacificum                                                          |
|          |                                                                             |

## Bildgalleri

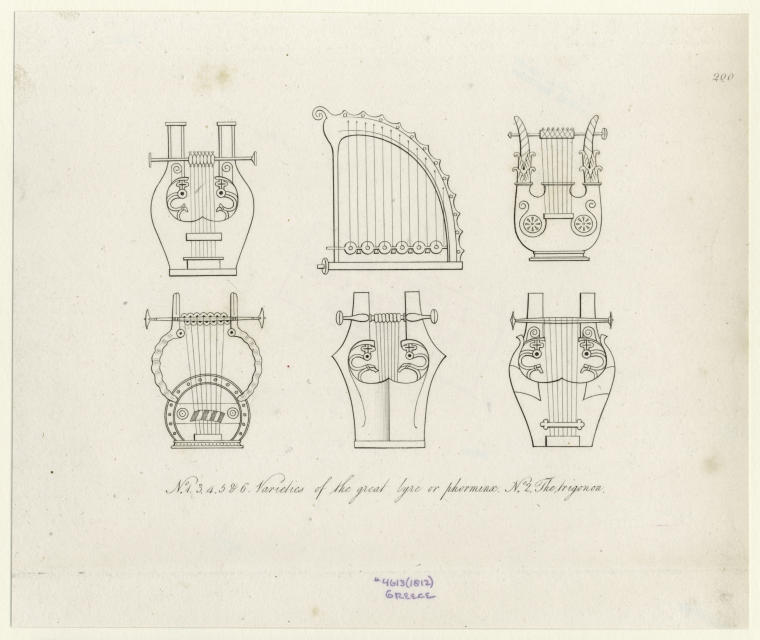